# Rotrandiger Flachkäfer
Der Rotrandiger Flachkäfer (Peltis ferruginea) ist ein Käfer aus der Familie der Jagdkäfer (Trogossitidae). Er gehört der Unterfamilie der Flachkäfer (Peltinae) an. In älteren Veröffentlichungen findet man auch den Namen Ostoma ferruginea.
| |                                                                |
| Abb. 1: Aufsicht | Abb. 2: Vorderansicht                                          |
| |                                                                |
| Abb. 3: Unterseite, links mit angezogenene Beinen und angelegten Fühlern, rechts mit ausgestreckten Beinen und Fühlern |                                                                |
| |                                                                |
| Abb. 4: Seitenansicht                                                                                                  | Abb. 5: links Unterkiefer, Mitte Unterlippe, rechts Oberkiefer |
| |                                                                |
| Abb. 6: Mitteltarsen Klauenglied, links von unten, rechts von vorn, unten links Onychium grün getönt                   | Abb. 7: Punktierung des Hals- schilds (oben entspricht vorn)   |
| |                                                                |
| Abb. 8: Ausschnitt Flügeldecke; S: Naht, 2,4,6: erhöhte Längsrippen                                                    |                                                                |

## Bemerkungen zum Namen
Als Erstbeschreibung gilt die Beschreibung des Käfers im Jahr 1758 durch Linné unter dem Namen Silpha ferruginea in der 10. Ausgabe seiner Systema Naturae, weil diese als Ausgangspunkt der binominalen Nomenklatur festgelegt wurde. Linné selbst verweist jedoch dabei auf seine frühere Beschreibung in der Fauna Svecica in der er den Käfer unter der Nr. 387 mit dem Namen Cassida ferruginea beschreibt. Dies ist erwähnenswert, weil sowohl die Gattung Cassida der Schildkäfer als auch die Gattung Silpha der Aaskäfer in ihrer Form dem Rotrandigen Flachkäfer stark ähneln. Auch er kann schützend Fühler und Beine unter den Halsschild und die breiten Flügeldecken einziehen (Abb. 4). Das Artepitheton ferruginea bezieht sich auf die rostfarbene Färbung des Käfers. An den Seiten des Halsschilds und der Flügeldecken ist das Skelett durchscheinend und die Farbe erscheint deswegen eher rotbraun als rostbraun, was den deutschsprachigen Namensteil Rotrandig- erklärt. Der Gattungsname Óstoma der auf von Laicharting 1781 zurückgeht, ist nach Schenkling von altgr. ώον oón für Ei, und τομή, tomē für Schnitt abgeleitet und bezieht sich auf die ovale Form. Von Laicharting selbst erklärt den Namen nicht, gibt ihm aber den deutschen Namen Beinkäfer. Demnach ist der Name eher von οστούν, ost(o)un für Knochen, Bein abgeleitet. Als zweite Art führt Laicharting Ostoma ferruginea als Der Rostfärbige Beinkäfer an, den er nicht für Linnés Silpha ferruginea hält. Diesen Käfer benennt er als erste Art der Gattung mit Ostoma rubicunda und zu Deutsch Rother Beinkäfer. Kolibáč revidierte die Käferfamilie Trogossitidae 2013 und stellte die Art Peltis ferruginea in die Familie Peltidae. Urban beschreibt die taxonomische Historie des Namens und schlägt statt dem nun fehlerhaften Trivialnamen „Rotrandiger Schild-Jagdkäfer“ den zur Familie passenden Trivialnamen „Rotrandiger Flachkäfer“ vor.

## Merkmale des Käfers
Der rostfarbene und oberseits unbehaarte Käfer wird sieben bis zehn Millimeter lang und erinnert in seiner Gestalt an Aaskäfer und Schildkäfer, ist aber noch flacher gebaut (Abb. 4). Er ist dunkelbraun glänzend, die verflachten Seiten des Halsschilds und der Flügeldecken sind heller und matter.
Der Kopf ist flach punktiert. Die Mundwerkzeuge zeigen nach vorn. Der Oberkiefer (Abb. 5 rechts) ist zweispitzig und rechtwinklig abgewinkelt. Unterkiefer mit Kiefertaster und Unterlippe mit Lippentaster sind ebenfalls abgebildet (in Abb. 5 links beziehungsweise Mitte). Die Fühler sind elfgliedrig und enden mit einer lockeren dreigliedrigen Keule.
Der Halsschild ist doppelt so breit wie lang. An der Basis ist er etwa so breit wie die Flügeldecken gemeinsam, nach vorn verengt er sich nach außen gewölbt bis wenig über Kopfbreite. Der Halsschild trägt Nabelpunkte, die in der Mitte spärlicher werden und an den Seiten zu Runzeln zusammenlaufen (Abb. 7). Das halbrunde Schildchen (Scutellum) ist deutlich punktiert.
Die Flügeldecken tragen drei sehr markante Längsrippen. Zwischen der Naht (in Abb. 8 S) und der ersten Rippe sowie zwischen den Rippen verlaufen je eine flachere und nach hinten früher auslaufende weitere Rippe. Zwischen diesen sechs Rippen befindet sich je zwei Reihen aus markanten Punkten. Die Epipleuren der Flügeldecken (Abb. 3) sind bis zur Flügeldeckenspitze breit und flach. Vorder- und Mittelhüften sind deutlich getrennt, die Hinterhüften berühren sich. Die Beine sind kräftig. Die Tarsen sind alle fünfgliedrig mit kleinem ersten und sehr langen letztem Glied. Bei den Klauengliedern ist das Onychium, ein Fortsatz zwischen den Klauen, als Borstenpaar ausgebildet (Abb. 6).

## Vorkommen
Die Art galt früher als paläarktisch, inzwischen wurden eine Reihe aus Nordamerika angegebene Arten mit ihr synonymisiert, so dass sich eine holarktische Verbreitung ergibt. Der Rotrandiger Flachkäfer mag warme Orte, kommt aber in Höhen bis zu 2500 Meter über dem Meeresspiegel vor. Man findet ihn an verpilzten Nadelholzstämmen, auf welche die Sonne scheint, in Rissen und unter gelockerter Borke. In Deutschland sind nur vereinzelte Vorkommen aus Bayern, Baden-Württemberg, Brandenburg und Sachsen und Nordrhein-Westfalen bekannt. Der Käfer wird als Urwaldrelikt bezeichnet; von den Flachkäfern ist er einer der kälteunempfindlichsten.

## Lebensweise
Als Nahrung für die Larven dient pilzmycelhaltiges Holz, die ausgewachsenen Käfer fressen sowohl das Pilzmycel als auch gelegentlich am Fruchtkörper von Pilzen, zum Beispiel am Rotrandigen Baumschwamm (Fomitopsis pinicola) und am Kiefern-Braunporling (Phaeolus schweinitzii).

## Systematik und Taxonomie
Die Gattung Peltis vereint eine Reihe urtümlicher (plesiomorpher) und abgeleiteter (apomorpher) morphologischer Merkmale und bereitete daher, bis zur Einführung phylogenomischer Methoden in der systematischen Einstufung erhebliche Schwierigkeiten. Heute wird sie, als einzige Gattung, in eine Tribus Peltini gestellt. Die Art wurde von Linné als Silpha ferruginea erstbeschrieben, also wegen der übereinstimmenden, abgeflachten Körpergestalt irrtümlich als Aaskäfer eingeordnet. Später wurde sie lange Zeit in einer Gattung Ostoma  Laicharting, 1781 einsortiert (als Rotrandiger Schild-Jagdkäfer (Ostoma ferruginea)), deren Typusspezies sie war; inzwischen wurde Ostoma mit Peltis synonymisiert.